# Caldicot
Caldicot (Cil-y-coed in het Welsh) is een plaats in het Welshe graafschap Monmouthshire.

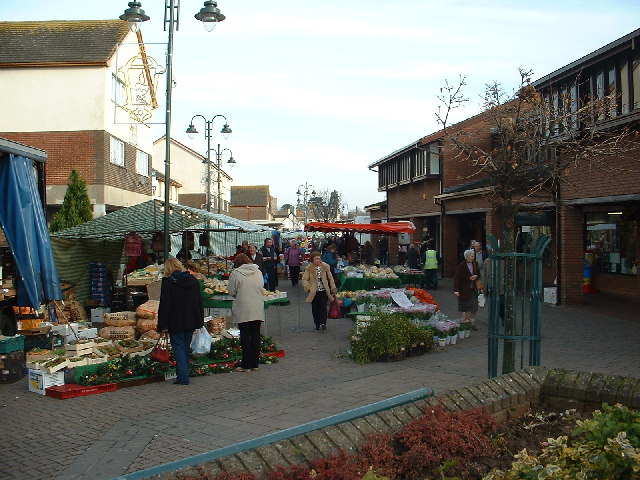
Caldicot op een marktdag

Caldicot telt 11.248 inwoners.